# Dirrã (moeda)

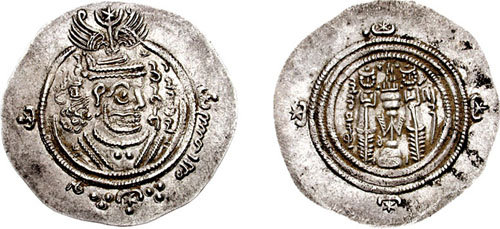
Dirrã com nome de Alhajaje (ca. 702/703)

Dirrã, dirém, direme ou dirame (em árabe: درهم; romaniz.: Dirham) foi, e em alguns casos continua sendo, a moeda dos Estados berberes e árabes. Foi criada reutilizando dracmas sassânidas tardios, inicialmente empregando a iconografia persa, com uma inscrição religiosa cúfica. Sob o califa Abedal Maleque ibne Maruane (r. 685–705), passaram por alterações drásticas com a reforma monetária implementada.

## História
O dirrã foi a primeira unidade monetária de prata árabe. Foi criado reutilizando dracmas sassânidas tardios, sobretudo dos reinados de Isdigerdes III (r. 632–651), Hormisda IV (r. 579–590) e Cosroes II (r. 590–628). A iconografia persa foi mantida, mas uma inscrição religiosa cúfica foi adicionadas as margens. Algumas moedas de Isdigerdes e pós-Isdigerdes reutilizadas sob os califas Moáuia I (r. 661–680) e Abedal Maleque ibne Maruane (r. 685–705) foram reemitidas com legendas em pálavi com o nome do califa e na maioria delas havia o nome do governador provincial, o nome da casa da moeda abreviado e a data segundo a Hégira. Por volta do ano 691-692 e por alguns anos depois disso, variações do padrão foram emitidas, com maior uso de legendas em cúfico e inovações na iconografia mais adequadas ao islamismo.
Em 698-699, a reforma monetária de Abedal Maleque alterou drasticamente o estilo do dirrã, que desde então, com algumas exceções, tornou-se puramente epigráfico como o dinar. Os primeiros exemplares do novo dirrã eram anônimos, mas ao longo dos séculos VIII e IX, adicionou-se o nome de governadores, o herdeiro-aparente, califas, etc; o nome do centro de cunhagem e a data continuaram presentes. No Califado Omíada, os principais centros de cunhagem do dirrã estiveram localizados em antigos centros administrativos sassânidas, mas a emissão de moedas de prata também ocorreu em Damasco, Ifríquia e Alandalus. Uacite, fundada pelo governador do Iraque Alhajaje, tornar-se-ia o mais prolífico centro de cunhagem de dirrãs, Talvez, segundo G. C. Miles, porque a administração da cunhagem de prata estava centrada ali.

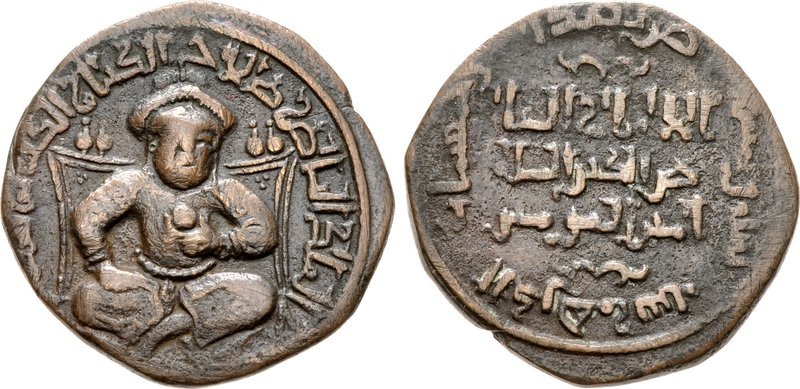
Dirrã do sultão Saladino r.

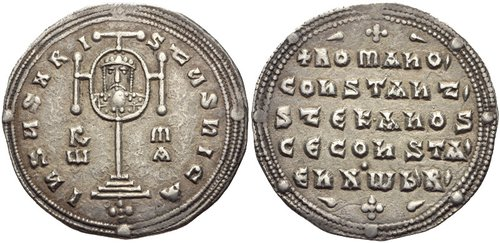
Miliarésio do imperador r.

Até o fim do século X, ocorreu muita variação no estilo e aparência geral do dirrã nas várias dinastias independentes que surgem nesse momento, exceto do dirrã fatímida que foi organizada em círculos concêntricos. Segue um período de carência de prata no Oriente, no qual a saída da cunhagem de prata foi relativamente insignificante, mas com a ascensão dos mongóis em meados do século XIII, os dirrãs e múltiplos deles, diferentes do tipo designado por "clássico", foram emitidos em imensas quantidades. No Ocidente, o dirrã declinou em quantidade com o fim do Califado de Córdova (1031) dos omíadas, e foi restaurado num estilo diferente sob o Império Almorávida e passou por uma mudança completa de estilo e peso sob o Califado Almóada, quando o dirrã quadrado (muraba) foi introduzido, e imitado pelos cristãos na França (os milhares). Desde o começo do século XI, dirrãs de prata (bilhão) e cobre foram cunhados por vários Estados: Império Buída, Canato Caracânida, Império Corásmio, etc. Sob o Beilhique Artúquida, os emirados zênguidas e o Império Aiúbida, dirrãs de cobre maiores e mais largos com figuração que se assemelha à helenística, romana provincial, bizantina e outras cunhagens foi emitida; neles também ocasionalmente aparece uma iconografia islâmica original.
Tipológica e economicamente, o dirrã exerceu influência no Império Bizantino e Ocidente. O miliarésio bizantino, introduzido no segundo quartel do século VIII após uma geração durante a qual virtualmente não se cunhou moedas de prata em Constantinopla, foi inspirado no dirrã, e muitos miliarésios dos séculos VIII e IX foram prensadas sobre virolas de dirrãs árabes. Crê-se também que o dinheiro do Império Carolíngio também foi influenciado pelo dirrã. Os dirrãs, por sua vez, são abundantemente encontrados, seja na forma de moedas inteiras ou fragmentos, em tesouros na Europa Oriental, Escandinávia e regiões do mar Báltico datados entre 780 e 1100, indicando que houve intenso comércio entre a porção oriental do califado e estas regiões. Também foram encontrados, mas em menor número, na França e Inglaterra.

## Valor

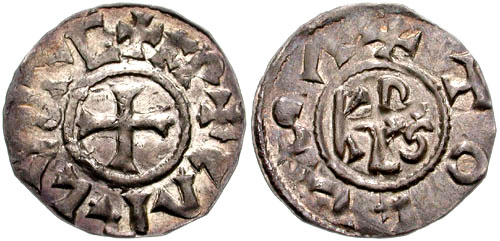
Dinheiro do imperador Carlos Magno r.

O dirrã clássico foi feito em especial reutilizando dracmas sassânidas de Cosroes II com valores entre 4,11 e 4,15 gramas. O dirrã árabo-sassânida foi mais leve, com aproximadas 3,98 gramas. Depois da reforma de Abedal Maleque, um padrão inteiramente novo foi adotado. Como resultado, até meados do século IX, quando os pesos começaram a ficar muito erráticos, o pico do peso do dirrã ficou entre 2,91 e 2,95 gramas. Segundo G. C. Miles, a figura ideal, que permitiria a perda de peso, é 2,97 gramas, consistindo exatamente na figura teorética tradicional que se baseia na fórmula árabe clássica que afirma que o dirrã era 7⁄10 de metical (dinar), ou seja, 7⁄10 x 4.25 = 2,97. Pesos de vidro para dirrãs, contudo, ficaram abaixo dessa projeção, e segundo Miles há uma categorias desses pesos que indicam que havia dirrãs egípcios de 13 carrubas que pesavam ainda menos. Os valores de correspondência entre o dinar e dirrã flutuou muito em diferentes períodos e diferentes partes do califado. Os juristas islâmicos falam que 10 ou 12 dirrãs equivaliam a um dinar no tempo de Maomé, mas posteriormente essa relação caiu para 15, 20, 30 ou 50 dirrãs por dinar. Philip Grierson tentou explicar a base econômica da relação mercantil ouro-prata e a cunhagem com particular referências às relações bizantino-árabes.